# Chambre des représentants des hommes libres du Vermont
La Chambre des représentants des hommes libres du Vermont, en anglais, la House of Representatives of the Freemen of Vermont, était l'organe législatif de l'éphémère république du Vermont.

## Composition et élections
D'après la Constitution de 1777, la Chambre des représentants doit être composée de personnes vertueuses et sages. Elle est élue par les hommes libres de l'État.
Est considéré comme homme libre tout homme ayant au moins 21 ans, ayant résidé pendant un an dans l'État, étant « un comportement calme et paisible » et ayant prêter le serment suivant :

« I, [nom du prestataire], solemnly swear, by the ever living God [ou affirm in the presence of Almighty God] that whenever I am called to give my vote or suffrage, touching any matter that concerns the State of Vermont, I will do it so, as in my conscience, I shall judge will most conduce to the best good of the same, as established by the constitution, without fear or favor of any man. »

Les étrangers ne peuvent participer aux élections à l'exception de ceux qui résident depuis au moins un an dans la ville où ils seraient élus. Néanmoins, il devra résider de manière continue deux ans sur le sol du Vermont pour avoir la possibilité d'être élu.
Les représentants sont élus tous les ans le premier mardi de septembre et doivent se rencontrer le second jeudi du mois d'octobre suivant. Après l'élection, ceux-ci doivent choisir le Speaker, le secrétaire d'État et d'autres fonctions.

## Sessions
Le quorum est fixé à deux tiers des membres de la Chambre.
Lors des sessions, les portes de la Chambre des représentants sont ouvertes et toutes les personnes se comportant décemment peut ainsi assister aux rencontres. Les portes ne sont fermés lors des rencontres que s'il s'agit de l'intérêt de l'État.
Les votes et délibérations de l'Assemblée doivent être imprimés de manière hebdomadaire au cours de leur séance avec les résultats des votes, et chaque membre dispose, s'il le désire, d'un droit d'insérer les raisons de son vote dans un procès-verbal.